# Philippe Druillet
Philippe Druillet, född 28 juni 1944, är en fransk serieskapare. Han har gjort sig känd för sina barocka och detaljerade science fiction-serier från främst 1970- och 80-talen. Bland de mer kända serierna finns titlar som Lone Sloane, Urm le fou och Yragael.
Druillet var en av grundarna av förlaget Les Humanoïdes Associés. Därmed blev han inblandad i skapandet av den klassiska SF-serietidningen Métal Hurlant.